# 觀塘（雅麗道）巴士總站
觀塘（雅麗道）巴士總站（英文：Kwun Tong (Elegance Road) Bus Terminus）或稱觀塘雅麗道公共運輸交匯處（英文： Elegance Road Public Transport Interchange, Kwun Tong）是香港九龍觀塘區一個集鐵路和陸路交通服務於一身的公共運輸設施，位於牛頭角道西行線和港鐵牛頭角站旁，站內共有3個候車月台，供公共巴士、小巴和的士使用。巴士總站和分站及其統稱按照不同準則命名，在香港的公共運輸交匯處中較為罕見。
2009年7月12日起，配合觀塘市中心重建項目首階段工程，九龍巴士13M線總站由觀塘站遷到此處，89B線和95M線的停站位置亦需更改。
2010年12月1日起，根據《2010年吸煙（公眾衛生）（指定禁煙區）（修訂）公告》，把包括本站在內的129個露天及2個有上蓋建築物的公共運輸設施（即公共運輸交匯處或巴士總站）劃為禁止吸煙區。

## 示意列表
本公共運輸交匯處由4個候車站組成，分別座落在3個月台上，車輛從牛頭角道西行線靠左駛入：
左邊月台為雙線車坑，由2個候車站組成，供2條總站路線使用；
中間月台為單線車坑，供前往香港島和新界區的巴士路線使用；
右邊月台設於牛頭角道西行線上，供前往九龍區的巴士路線，以及小巴和的士使用。
| 觀塘雅麗道公共運輸交匯處 | 觀塘雅麗道公共運輸交匯處 | 觀塘雅麗道公共運輸交匯處 | 觀塘雅麗道公共運輸交匯處 | 觀塘雅麗道公共運輸交匯處 |
| 候車月台                 | 車站編號                 | 車站名稱                 | 路線                     | 目的地                   |
| ------------------------ | ------------------------ | ------------------------ | ------------------------ | ------------------------ |
| 左前                     | KW08-T-1050-0（九巴）    | 觀塘（雅麗道）總站       | 九龍巴士13M線            | 寶達                     |
| 左後                     | KW08-T-1000-0（九巴）    | 觀塘（雅麗道）總站       | 九龍巴士95M線            | 翠林                     |
|                          |                          |                          |                          |                          |
| 中                       | NG05-W-1000-0（九巴）    | 牛頭角鐵路站（九巴）     | 九龍巴士89線             | 瀝源                     |
|                          | 001648A（城巴）          | 牛頭角站（城巴）         | 過海隧道巴士101線        | 堅尼地城                 |
|                          |                          |                          | 過海隧道巴士101X線       | 堅尼地城                 |
|                          |                          |                          | 九龍巴士N293線           | 旺角東站                 |
|                          |                          |                          |                          |                          |
| 右                       | NG05-W-1050-0（九巴）    | 牛頭角鐵路站（九巴）     | 九龍巴士13D線            | 維港灣                   |
|                          | 001648B（城巴）          | 牛頭角站（城巴）         | 九龍巴士14B線            | 牛頭角                   |
|                          |                          |                          | 九龍巴士23M線            | 樂華                     |
|                          |                          |                          | 過海隧道巴士606線        | 彩雲                     |
|                          |                          |                          | 過海隧道巴士606A線       | 彩雲                     |
|                          |                          |                          | 過海隧道巴士606X線       | 九龍灣                   |
|                          |                          |                          | 過海隧道巴士619線        | 順利                     |
|                          |                          |                          | 過海隧道巴士641線        | 啟業                     |
|                          |                          |                          | 過海隧道巴士N619線       | 順利                     |
|                          |                          |                          | 九龍區專線小巴35線       | 彩霞邨                   |
|                          |                          |                          | 九龍區專線小巴56線       | 麗晶花園                 |
|                          |                          |                          | 九龍區專線小巴62S線      | 尖沙咀（海防道）         |
|                          |                          |                          | 新界區專線小巴104線      | 香港科技大學             |
|                          |                          |                          | 新界區專線小巴106線      | 九龍灣                   |

## 總站路線資料

### 九龍巴士13M線
- 觀塘（雅麗道） ↺ 寶達

1979年9月30日，配合前地鐵觀塘綫投入服務而開辦，初時往來觀塘地鐵站及中秀茂坪，及後改為循環線形式運作，繼而延長至寶達邨。主要為秀茂坪居民提供接駁鐵路的服務。2009年7月12日起，延長至觀塘雅麗道公共運輸交匯處。

### 九龍巴士95M線
- 翠林 ↔ 觀塘（雅麗道）

1988年8月26日，因應翠林邨入伙而開辦，前身為95A循環路線，開辦半年便取消循環線形式運作，以及更改編號為95M。主要為翠林邨、康盛花園、馬游塘和秀茂坪的居民提供往返觀塘市中心和接駁鐵路的服務。

## 途經路線資料

### 九龍巴士13D線
- 寶達 ↔ 維港灣

由寶達開往維港灣方向途經此站。在此處登車可前往九龍灣啟業邨、新蒲崗太子道東、九龍城亞皆老街、旺角朗豪坊、大角咀海輝道等地。

### 九龍巴士14B線
- 牛頭角 ↔ 藍田（廣田邨）

由藍田（廣田邨）開往牛頭角方向途經此站。在此處登車可前往牛頭角下邨、安基苑等地。

### 九龍巴士23M線
- 樂華 ↺ 順利

由順利返回樂華方向途經此站。在此處登車可前往牛頭角下邨、佐敦谷遊樂場、樂雅苑等地。

### 九龍巴士89線
- 瀝源 ↔ 觀塘（翠屏北邨）

由觀塘鐵路站開往瀝源方向途經此站。在此處登車可前往九龍灣啟業邨、鑽石山荷里活廣場、黃大仙祠、橫頭磡邨、新田圍邨、香港文化博物館、沙田新城市廣場、禾輋邨等地。

### 過海隧道巴士101線
- 堅尼地城 ↔ 觀塘（裕民坊）

由觀塘（裕民坊）開往堅尼地城方向途經此站。在此處登車可前往九龍灣啟業邨、新蒲崗太子道東、九龍城馬頭圍道、紅磡漆咸道北、海底隧道、灣仔修頓球場、金鐘太古廣場、中環置地廣場、上環文娛中心、皇后大道西、石塘咀等地。

### 過海隧道巴士101X線
- 堅尼地城 ↔ 觀塘（裕民坊）

由觀塘（裕民坊）開往堅尼地城方向途經此站。在此處登車可前往九龍灣企業廣場、宏照道、啟德隧道、海底隧道、灣仔伊利莎伯大廈、中環皇后像廣場、皇后大道西、石塘咀等地。

### 過海隧道巴士606線
- 彩雲（豐盛街） ↔ 小西灣（藍灣半島）

由小西灣（藍灣半島）開往彩雲方向途經此站。在此處登車可前往九龍灣企業廣場、宏照道、坪石邨等地。

### 過海隧道巴士606A線
- 彩雲（豐盛街） ↔ 耀東邨

由耀東邨開往彩雲方向途經此站。在此處登車可前往九龍灣企業廣場、宏照道、坪石邨等地。

### 過海隧道巴士606X線
- 小西灣（藍灣半島） ↔ 九龍灣

由小西灣（藍灣半島）開往九龍灣方向途經此站。在此處登車可前往九龍灣企業廣場。

### 過海隧道巴士619線
- 順利 ↔ 中環（港澳碼頭）

由中環（港澳碼頭）開往順利方向途經此站。在此處登車可前往牛頭角下邨、佐敦谷遊樂場、樂華邨、秀茂坪警署、順天邨等地。

### 過海隧道巴士641線
- 啟德（啟晴邨） ↔ 中環（港澳碼頭）

由中環（港澳碼頭）開往啟業方向途經此站。在此處登車可前往九龍灣企業廣場、宏天廣場、麗晶花園等地。

### 九龍巴士N293線
- 尚德 ↔ 旺角（柏景灣）

通宵服務，由尚德開往旺角東鐵路站方向途經此站。在此處登車可前往九龍灣啟業邨、新蒲崗太子道東、九龍城太子道西、旺角道等地。

### 過海隧道巴士N619線
- 順利 ↔ 中環（港澳碼頭）

通宵服務，由中環（港澳碼頭）開往順利方向途經此站。在此處登車可前往牛頭角下邨、佐敦谷遊樂場、樂華邨、秀茂坪警署、順天邨等地。

### 九龍區專線小巴35線
- 彩霞邨 ↔ 康利苑

### 九龍區專線小巴56線
- 麗晶花園 ↔ 觀塘（瑞和街街市）

### 九龍區專線小巴62S線
- 藍田（廣田邨） ↔ 尖沙咀（海防道）

### 九龍區專線小巴90B線
- 秀茂坪上邨 ↔ 香港兒童醫院]

### 新界區專線小巴104線
- 香港科技大學（銀影路） ↺ 牛頭角站

### 新界區專線小巴501S線
- 上水站 ↔ 觀塘（裕民坊）

## 過往途經路線資料

### 九龍巴士13A線
- 上秀茂坪 ↔ 紅磡碼頭

由上秀茂坪開往紅磡碼頭方向途經此站。在此處登車可前往九龍灣啟業邨、新蒲崗太子道東、九龍城馬頭圍道、紅磡家維邨等地。1995年3月，與路線5K合併成新路線13K（已取消）並途經觀塘道，不再途經牛頭角道。

### 過海隧道巴士141線
由觀塘（仁愛圍）開往中環（港澳碼頭）方向途經此站。在此處登車可前往九龍灣啟業邨、麗晶花園、海底隧道、灣仔告士打道、金鐘海富中心、中環置地廣場等地。1993年3月，取道東區海底隧道並更改路線編號，成為現時往來啟業及中環（港澳碼頭）的過海隧道巴士路線641。

## 車坑分佈
| 車坑分佈（以入口最左邊起計） | 車坑分佈（以入口最左邊起計） | 車坑分佈（以入口最左邊起計） |
| 車坑編號                     | 車坑數目                     | 路線 |
| ---------------------------- | ---------------------------- | --- |
| 1                            | 雙坑                         | 九龍巴士13M、95M線 |
| 2                            | 單坑                         | 九龍巴士13D、14B、23M、28B、89、N293線 專線小巴35、56、62S、90B、104、106、501S線 過海隧道巴士101、101X、606、606A、606X、619、641、N619線 |